# راسلمينيا 11
راسلمينيا 11 هو المهرجان الحادي عشر من مهرجانات الرسلمينيا الذي يقدمة اتحاد الدبليو دبليو إي (سابقا دبليو دبليو إف) جرى عرضه في 2 أبريل 1995 في مركز هارتفورد سيفيك في مدينة هارتفورد بولاية كونيتيكت الأمريكية .

## روابط خارجية
- راسلمينيا 11 على موقع IMDb (الإنجليزية)
- راسلمينيا 11 على موقع قاعدة بيانات الفيلم (الإنجليزية)
- راسلمينيا 11 على موقع كينوبويسك (الروسية)

- Official WrestleMania XI website